# Drömmar av silver, drömmar av gull
Drömmar av silver, drömmar av gull är en svensk version av sången "Beautiful Dreamer" av Stephen Foster (1826–1864). Den publicerades postumt i mars 1864, av Wm. A. Pond & Co. of New York. I den första upplagan står det att det är den sista sången som Foster skrev, en uppgift som har ifrågasatts.
Sången är skriven i 9/8 med ett ackompanjemang i arpeggio.

## Bildgalleri

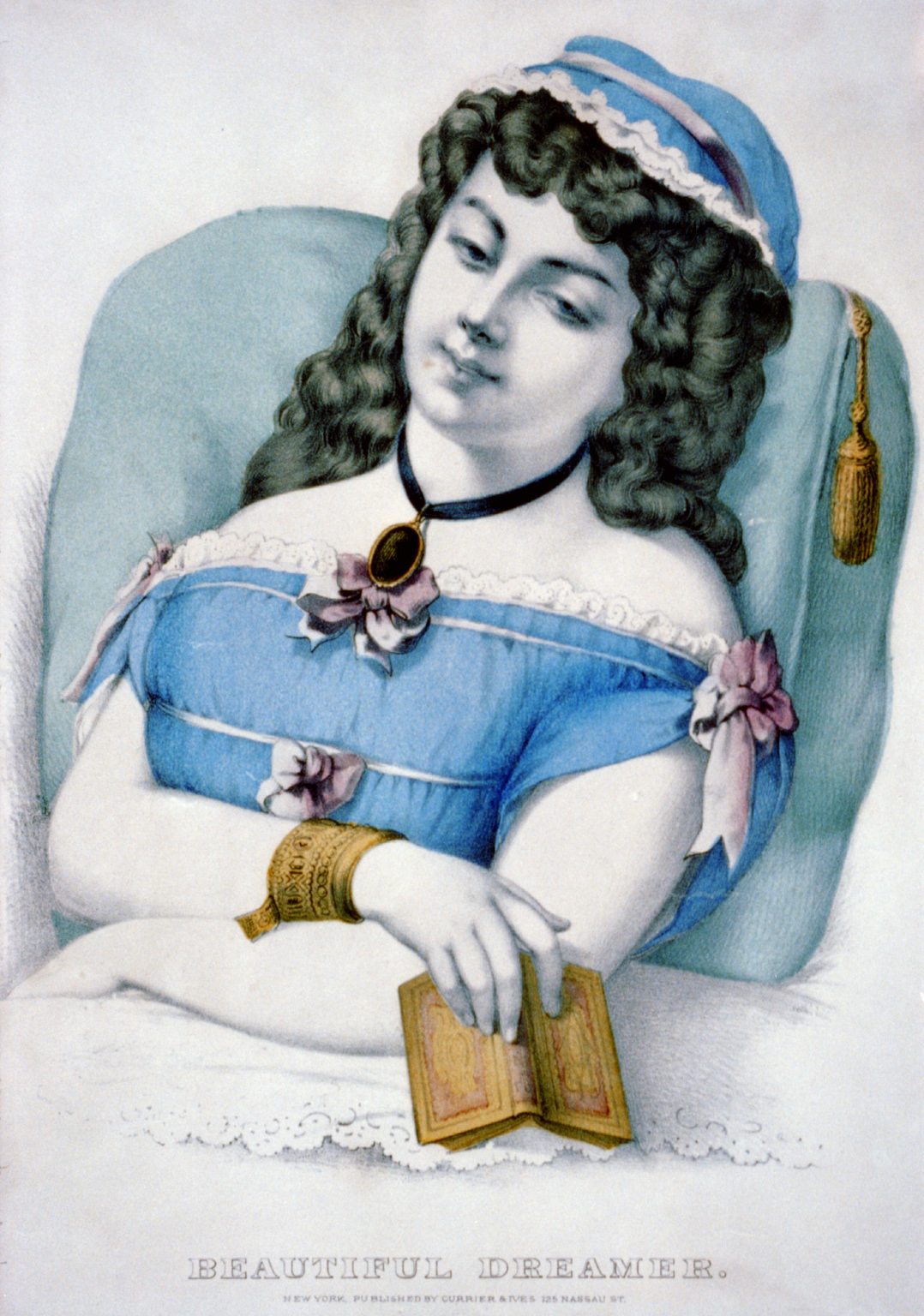
Illustration till den amerikanska "Beautiful dreamer" tryckt av Currier and Ives.